# William Burton (Schwimmer)
William Charles Burton (* 15. September 1941 in Bowen, Queensland) ist ein ehemaliger australischer Schwimmer. Er gewann bei Commonwealth Games zwei Silbermedaillen.

## Sportliche Karriere
Bei den Olympischen Spielen 1960 in Rom schied Burton über 200 Meter Brust nach dem Vorlauf aus. Erstmals stand ein Wettbewerb in der Lagenstaffel auf dem olympischen Programm. Die australische Staffel mit Julian Carroll, William Burton, Kevin Berry und Geoff Shipton erreichte den Endlauf mit der zweitbesten Vorlaufzeit. Im Finale schwammen David Theile, Terry Gathercole, Neville Hayes und Geoff Shipton zur Silbermedaille 6,6 Sekunden hinter der Staffel aus den Vereinigten Staaten und 0,2 Sekunden vor den drittplatzierten Japanern. Die nur im Staffelvorlauf eingesetzten Schwimmer erhielten gemäß den bis 1980 gültigen Regeln keine Medaille.
1962 fanden in Perth die British Empire and Commonwealth Games 1962 statt. William Burton gewann sowohl über 110 Yards Brust als auch über 220 Yards Brust die Silbermedaille hinter seinem Landsmann Ian O’Brien.